# Pleißehochflutbett
Das Pleißehochflutbett ist ein für den Fall eines Hochwassers in den Jahren 1868–1869 geschaffener künstlicher Flusslauf im Süden Leipzigs und ein linker Nebenarm der Pleiße. Es ist ein 40 bis 50 Meter breiter Wiesenstreifen durch den Auenwald und hat eine Länge von 1,2 Kilometer. Wasserrechtlich ist das Pleißehochflutbett ein Gewässer I. Ordnung.

## Verlauf
Das Hochflutbett beginnt in der Nähe der Pleißenbrücke der Eisenbahnstrecke Leipzig–Hof und verläuft in nordwestlicher Richtung, um nördlich des Hakenteichs wieder in die Pleiße zu münden. In seinem Mittelstück führt es an der Nordwestgrenze des Wildparks entlang und nimmt die Jungfernlache auf, einen Altarm der Pleiße, dessen Unterlauf beim Bau des Pleißehochflutbettes überformt wurde.
Über das Hochflutbett führen die Koburger Straße mit der Gautzscher Brücke, der Auenwaldweg Die Linie sowie einige Fußwege.
Bei Normal- und Niedrigwasser der Pleiße führt das Hochflutbett kein Wasser.

## Funktion
Die Hauptkomponente des Pleißehochflutbetts ist die im Verlauf der Koburger Straße liegende Gautzscher Brücke (→Lage) über das Flutbett. Diese erhöht im Hochwasserfall die Durchlassfähigkeit des Dammes, auf dem die Koburger Straße verläuft, da sonst dafür nur die Raschwitzer Brücke (→Lage) zur Verfügung stünde. Das Hochflutbett besitzt weder Ein- noch Auslaufbauwerk und als Seitenbegrenzungen nur geringe Geländeerhebungen oder niedrige Dämme, da bei höherem Wasserstand das Überfluten des Auwaldgebietes in Kauf genommen werden kann. Das Freihalten vom Baumbewuchs dient dem schnelleren Wasserabfluss.

## Historisches
Ein ähnliches Hochflutbett der Pleiße existierte bis etwa 1900 im Nordwesten der Stadt, wobei es hier um den Durchlass des Bahndamms der Bahnstrecke Leipzig–Großkorbetha ging. Das Flutbett begann in der Nähe der heutigen Gohliser Fechnerstraße (die Pleiße floss damals noch über Gohlis) und endete mit der Mündung in die Elster nahe der heutigen Pohlestraße.